# 게슈탈트 심리학
게슈탈트 심리학(독일어: Gestaltpsychologie,Gestalt心理學) 또는 형태심리학(形態心理學)은 심리학의 한 학파이다. 인간의 정신 현상을 개개의 감각적 부분이나 요소의 집합이 아니라 하나의 그 자체로서 전체성으로 구성된 구조나 갖고있는 특질에 중점을 두고 이를 파악한다. 이 전체성을 가진 정리된 구조를 독일어로 게슈탈트(Gestalt)라고 부른다. 박은정 교수에 따르면 이 단어의 의미는 전체 형태의 모양, 배열인데 지금 이 순간의 경험이다.

## 게슈탈트
심리학에서 게슈탈트(Gestalt)는 부분이 모여서 된 전체보다는 완전한 구조와 전체성을 지닌 통합된 전체로서의 형상과 상태를 가리킨다.
한편 게슈탈트법칙은 인간 경험의 구성 요소는 원자적으로 분해할 수 없으며 모든 감각 영역은 서로 결합되어 하나의 구조, 하나의 형태를 이룬다는 형태에 관한 법칙으로 제시되며 베르트하이머, 볼프강 쾰러, 코프카, 쿠르트 레빈(Kurt Lewin)등이 20세기 전반에 걸쳐 완성한 법칙이라고 할 수 있다. 레빈 등의 베를린학파가 이를 제창하였다.

## 게슈탈트심리요법
게슈탈트 심리요법(Gestalt心理療法)은 정신 치료법의 하나로 개인이나 집단을 상대로 하여 사람을 하나의 전체로서 치료하는 것을 강조한다. 즉 사람의 생물학적 요소와 그것들의 유기적인 기능과 지각적 구성, 생물학적 요소와 외부 세계의 상관성을 강조한다. 과거를 회고하거나 미래를 기대하기보다는 즉각적인 경험에 대한 감각적 인식에 초점을 두며, 환자의 성장을 촉진하고 전체 잠재력을 개발하기 위하여 역할 수행과 기타 여러 기법도 사용한다.

## 성질
게슈탈트 심리학에서 제안하는 심리 성질은 창발성, 다중안정성, 불변성이 있다. 이 세 성질은 서로 분리되어 개별적으로 작동하는 것이 아니라, 하나의 복잡한 동적 시스템이 보이는 세 가지 양상으로 해석하는 것이 적절하다.

#### 창발성

구상화

창발성 또는 구상화(Reification)는 인지의 생성적 특성이다. 구상화가 있어서 우리는 실제로 감각이 인지한 것을 넘어, 실제로 감각되지 않은 정보를 인지할 수 있다.
오른쪽 그림을 보라. 그림 A에서는 파이조각 세 개가 있을 뿐이지만, 흰색 삼각형의 모습을 쉽게 볼 수 있다. 그림 B와 D에서는 검은 색 물체가 흰 색 장애물로 가려진 것처럼 인지할 수 있다. 그림 C에서는 완벽한 3차원 구체의 모습을 볼 수 있다.

#### 다중안정성

네커 큐브와 루빈의 꽃병

다중안정성(Multistability)은 한 개의 사물을 두고 여러 방식으로 해석할 수 있는 인지적 성질을 말한다. 즉, 한 개의 감각에서 여러 개의 안정적인 인지 상태가 가능한 성질이다. 오른쪽 그림에서 좌측에 있는 것은 네커 큐브다. 이 정육면체의 앞면을 어느 면으로 인지하느냐에 따라서 두 가지 해석이 가능하며, 각각의 해석은 모두 안정적으로 동작한다. 오른쪽에 있는 것은 루빈의 꽃병이다. 여기서는 하나의 꽃병을 볼 수도, 서로 마주보고 있는 두 얼굴을 볼 수도 있다. 마우리츠 코르넬리스 에셔의 예술작품이 다중안정성을 활용한 대표적인 예시이다.

#### 불변성

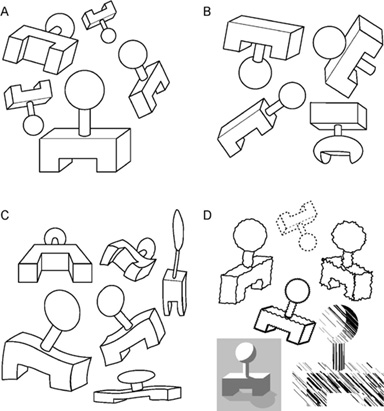
불변성

불변성(invariance)은 우리 눈에 들어오는 시각 정보가 기하학적인 변형을 거친 후에도 여전히 같은 사물로 인지할 수 있는 성질이다. 오른쪽 그림에서 그림 A는 모두 같은 종류의 사물로 인식하는 반면, 그림 B는 서로 다른 종류의 사물임을 쉽게 인지할 수 있다. 또한 그림 C처럼 구부리거나 휘는 등 복잡한 변형을 거친 후에도 여전히 같은 종류의 사물임을 알 수 있다. 심지어 그림 D처럼 단순 기하학적인 변형을 넘어선 복잡한 형태의 변형을 거친 후에도 여전히 같은 사물임을 인지할 수 있다. 데이비드 마아는 계산적(computational) 방식을 통해 이러한 현상에 대한 대안적 가설을 제시하였다.

## 같이 보기
- 지능지수
- 벤더-게슈탈트 검사
- 인지주의
- 프리츠 펄스
- 착각적 윤곽
- 착시